# Голубове
Го́лубове — пасажирський залізничний зупинний пункт Полтавської дирекції Південної залізниці.
Розташований на південній околиці села Жирки, Кобеляцький район, Полтавської області на лінії Полтава-Південна — Кременчук між станціями Нові Санжари (11 км) та Ліщинівка (2 км).
На зупинному пункті зупиняються приміські електропоїзди.